# Lijst van grote Indonesische steden
Dit is een lijst van grote steden in Indonesië. Hierbij wordt opgemerkt dat in de grote steden veel niet-geregistreerde plattelandsbewoners leven, waardoor de aantallen aanmerkelijk hoger kunnen liggen dan officieel wordt opgegeven.

## Steden met meer dan 1.000.000 inwoners
- Bandung
- Jakarta
- Makassar
- Malang
- Medan
- Semarang
- Surabaya
- Palembang

## Steden met meer dan 500.000 en minder dan 1.000.000 inwoners
- Bogor
- Cirebon
- Denpasar
- Manado
- Padang
- Pekanbaru
- Surakarta
- Yogyakarta

## Tabel van grote Indonesische steden
| Stad       | Inwoneraantal | Provincie     |
| ---------- | ------------- | ------------- |
| Jakarta    | 10.562.008    | Jakarta       |
| Soerabaja  | 2.972.801     | Oost-Java     |
| Bandung    | 2.518.260     | West-Java     |
| Medan      | 2.435.252     | Noord-Sumatra |
| Palembang  | 1.721.392     | Zuid-Sumatra  |
| Semarang   | 1.688.133     | Midden-Java   |
| Makassar   | 1.571.814     | Zuid-Sulawi   |
| Bogor      | 1.099.422     |               |
| Pekanbaru  | 1.074.989     |               |
| Malang     | 933.739       |               |
| Padang     | 909.040       |               |
| Denpasar   | 725.314       |               |
| Surakarta  | 579.212       |               |
| Manado     | 476.910       |               |
| Yogyakarta | 415.509       |               |